# 大吉岭臭蛙
大吉岭臭蛙（学名：Odorrana chloronota）也称卢氏臭蛙，一种分布于印度、东南亚中南半岛及中国南方等地区的两栖动物，隶属于蛙科臭蛙属。

## 形态特征
大吉岭臭蛙身体背部光滑，呈绿色，具有棕色斑点；体侧呈灰色，有大理石花纹；四肢背面棕色，具有深棕色横纹；身体腹面为乳白色，四肢腹面乳黄色，或有黑色斑点。